# Wirusowa biegunka bydła i choroba błon śluzowych
BVD/MD, wirusowa biegunka bydła i choroba błon śluzowych – choroba zakaźna bydła. Objawia się zwykle wirusową biegunką i chorobą błon śluzowych, a później zmianami w układzie pokarmowym oraz problemami w rozrodzie.
Materiał do badań: surowica, krew pełna (EDTA), mleko, organy.

## Występowanie
BVD/MD jest chorobą zakaźną stwierdzaną we wszystkich krajach świata (z wyjątkiem Islandii), gdzie występują przeżuwacze. Uważana jest dzisiaj za główną przyczynę strat ekonomicznych w hodowli bydła. Z danych pochodzących z różnych rejonów świata wynika, że odsetek krów, które miały kontakt z wirusem waha się od 60–90%. Wirusową biegunkę bydła i chorobę błon śluzowych (BVD/MD) wywołuje Pestiwirus z rodziny Flaviviridae. Wyróżnia się 2 genotypy tego wirusa (I i II) każdy z nich może występować w 2 biotypach (cytopatycznym i niecytopatyczny). Według encyklopedii wirusologicznej Webstera czynnikiem etiologicznym choroby granicznej owiec (BDV) jest wirus BVD, nie ma bowiem wystarczających danych (oprócz gospodarza jako źródła) do rozdzielania tych wirusów. Nadto obserwowana jest tu, jak we wszystkich wirusach typu RNA, duża zmienność wirusów i tak np. pomiędzy szczepem Osloss i NADL stwierdzono tylko 78% homologii. Stwierdzono ponad 400 serotypów tego drobnoustroju. Zakażeniu wirusem BVD ulegać mogą poza tym kozy, dziko żyjące przeżuwacze wszystkich kontynentów, a także świnie. Do tej pory nie udowodniono jednak u tych gatunków wyraźnych objawów klinicznych związanych z infekcją wirusem BVD. Gatunki te stanowią natomiast rezerwuar zarazka.
RNA wirusy a wśród nich i BVD posiadają zdolność do mutacji tworząc wielość typów antygenowych jako wynik presji immunologicznej gospodarzy. Tworzenie nowych grup antygenowych jest więc formą ucieczki przed układem odpornościowym i drogą do utrzymywania się w populacji bydła. Jak wszystkie pestiwirusy, wirus BVD traci szybko aktywność zakaźną przy kontakcie ze ściółką zwłaszcza kiedy pH przekracza zakres 5,7-9,3. Jego wrażliwość rośnie wraz ze wzrostem temperatury ponad 40 °C. Wirus w środowisku zewnętrznym zachowuje własności zakaźne nie dłużej niż 2 tyg. Szereg tanich środków dezynfekcyjnych skutecznie inaktywuje wirusa. Należą do nich jodofory, związki fenolowe, aldehydy oraz podchloryny.

## Zakażenie
Wirus ten wykazuje możliwość oddziaływania na wszystkie układy organizmu, a w szczególności na układ rozrodczy i odpornościowy. Kontakt z wirusem powoduje obniżenie oporności, trwające około 7 do 10 dni. Sprzyja to pojawianiu się wtórnych zakażeń, obejmujących różne narządy, zwłaszcza układu oddechowego i pokarmowego.
Na zakażenie wrażliwe jest bydło w każdym wieku, które wcześniej nie miało kontaktu z wirusem i nie posiada przeciwciał dla tego wirusa. Najczęściej jednak choroba pojawia się między 3 a 18 miesiącem życia. Wiąże się to z zanikiem przeciwciał matczynych. W literaturze nie notowane jest nasilenie choroby w zależności od pór roku, przypadkowe zależności wynikają z metod obrotu stadem (łączenie w grupy, remonty, pastwisko, krycia itp.).
Wrotami zakażenia jest głównie przewód pokarmowy, ale do zakażeń dochodzi również drogą oddechową. Wirus początkowo replikuje się w nosogardzieli, po czym jako wirus wolny bądź w komórkach krwi rozprzestrzenia się po całym organizmie. Podczas wiremii dochodzi do zakażenia płodu.
Utrzymywanie się wirusa w organizmie zakażonego zwierzęcia nie przekracza zwykle 15 dni, w pojedynczych przypadkach sięga 6 tygodni. Następnie uwidaczniają się skutki infekcji układu rozrodczego, zależne od biotypu wirusa i fazy ciąży, w której dojdzie do zakażenia. Wiąże się to ze zdolnością wirusa do przenikania przez barierę łożyskową.
Zakażenie ciężarnej krowy do 40 dnia ciąży zwykle kończy się obumarciem zarodka i jego resorpcją, a u krowy pojawia się kolejna, nieterminowa ruja. Zakażenia w okresie 50 – 100 dnia ciąży skutkują poronieniami lub mumifikacją płodów. Pojawianie się wad wrodzonych jest wynikiem zakażeń mających miejsce pomiędzy 100 a 150 (180) dniem ciąży. Do wad tych zalicza się nieprawidłowości dotyczące rozwoju ośrodkowego układu nerwowego (małomózgowie, niedorozwój móżdżku, wodomózgowie, zaburzenia mielinizacji rdzenia kręgowego), oczu (małoocze, zapalenie nerwu wzrokowego, zwyrodnienie siatkówki, zaćma), włosa (niedorozwój lub brak owłosienia), zanik grasicy i niedorozwój płuc. Zakażenia powyżej 150–180 dnia ciąży mogą rozwinąć się dwukierunkowo. Płód jest już w tym czasie w stanie zareagować samodzielnie na obecność wirusa (immunokompetencja). Jeżeli pokona infekcję, to w momencie urodzenia, jeszcze przed pobraniem siary, cielę takie będzie posiadało przeciwciała przeciwko ww. wirusowi i będzie odporne na zakażenie. Jeżeli organizm cielęcia nie poradzi sobie z wirusem, to o ile ciąża zostanie donoszona, osobnik taki urodzi się z objawami choroby.
Szczególną postać infekcji stanowią zakażenia ciężarnych matek, wywołane przez niecytopatyczny biotyp wirusa w okresie pomiędzy 40 a 125 dniem ciąży. Wirus swobodnie przechodzi przez łożysko i nie uszkadzając w większym stopniu rozwijającego się płodu, namnaża się nim. W tym okresie płód nie jest jeszcze immunokompetentny i nie może się samodzielnie bronić. Jeżeli zakażony płód „dotrwa” do 125 dnia ciąży, to rozwijający się i nabywający dopiero wtedy kompetencji układ odpornościowy nie rozpozna zarazka jako obcego elementu (komórki zgodności tkankowej MHC przyjmują antygeny wirusa jako własne i nie wytworzą reakcji obronnych skutkiem czego jest nieograniczone namnażania się wirusa w organizmie). Jeśli ciąża zostanie donoszona, cielę urodzi się jako osobnik trwale zakażony (P.I.- persistent infection), który stale wydala wirusa z wszystkimi wydzielinami i wydalinami i nie potrafi wytwarzać skierowanych przeciwko niemu przeciwciał. Zjawisko to jest doniosłe dla diagnostyki schorzenia – osobnik P.I. jest seroujemny. Zwierzęta takie mogą po urodzeniu nie wykazywać żadnych objawów klinicznych lub mogą być słabsze, wolniej przyrastać, a wskaźnik śmiertelności w tej grupie może przekraczać 50%. W stadzie zakażonym po raz pierwszy, gdzie choroba ma ostry przebieg, liczba rodzących się zwierząt trwale zakażonych (P.I.) może sięgać nawet 27%. Ze względu na dużą śmiertelność tych cieląt (żyją zwykle od 6 m-cy do 2 lat), po ustabilizowaniu sytuacji w stadzie, liczba zwierząt trwale zakażonych (P.I.) kształtuje się zwykle na poziomie 0,5 do 2%, chociaż opisywano przypadki nawet >5%.
W przypadku zetknięcia się osobnika P.I zakażonego szczepem niecytopatycznym z identycznym antygenowo cytopatycznym wirusem BVD (do zjawiska dochodzi albo wskutek nadkażenia szczepem pochodzącym spoza fermy lub też wskutek transformacji obecnego w stadzie wirusa niecytopatycznego w wirus cytopatyczny), dochodzi do śmiertelnej w skutkach choroby błon śluzowych (MD). W przypadku zakażenia szczepem heterogennym zwykle dochodzi do serokonwersji (tworzenie i narastanie przeciwciał) z towarzyszeniem objawów obserwowanych w BVD. Przypadek ten jest istotny z punktu widzenia diagnostyki schorzenia – osobnik P.I staje się seropozytywny.
Po uzyskaniu dojrzałości i wprowadzeniu do rozrodu, samice P.I. będą rodziły trwale zakażone cielęta. Krowy takie będą także źródłem zakażenia dla innych, wrażliwych zwierząt w stadzie. Jeżeli osobnikiem trwale zakażonym będzie buhaj, stała obecność wirusa w jego nasieniu, będzie powodowała wczesne obumieranie zarodków u krytych lub inseminowanych krów. W przypadku buhajów zakażonych poziomo od innych osobników, przebieg choroby jest typowy. Różnica polega na tym, że u niektórych samców po pojawieniu się swoistych przeciwciał i wyeliminowaniu wirusa z krwi (po około 15 dniach choroby), może on być nadal obecny w nasieniu (nawet przez 7 m-cy od zakażenia). Zjawisko takie może pojawiać się wielokrotnie u tego samego buhaja (np. po sezonie pastwiskowym, po wprowadzeniu osobników w fazie szewstwa). U samców obserwuje się takie zjawisko nie tylko w przypadku tej jednostki, ale i np. PRRS u trzody czy arteritis u koni (związane z poziomem testosteronu).
Wirus rozsiewany jest w dużych ilościach (106 jednostek wirusa/ml) ze wszystkimi wydalinami i wydzielinami (kał, mocz, wydzielina błon śluzowych nosa, ślina). Po zakażeniu eksperymentalnym stwierdzono wydalanie wirusa najczęściej przez okres 10–14 dni jednakże niekiedy izolowano go po 7 tyg. od zakażenia. U zwierząt trwale zakażonych wirus siany jest przez całe życie i obecny we wszystkich narządach. Przyjmuje się, że jedno zwierzę jest w stanie zakazić przeciętnie 3,9 zwierząt przy siewstwie wirusa nie przekraczającym zazwyczaj 15 dni. W stadzie liczącym 200 szt. szerzenie choroby zostaje przerwane dopiero po 400 dniach (w jednym z przypadków 14% zwierząt pozostało nadal seroujemnych po 32 miesiącach od wtargnięcia wirusa do stada). Choroba szerzy się szybciej w obecności trwałych nosicieli w stosunku do zakażeń tylko poprzez zwierzęta przejściowo wiremiczne. U tych ostatnich czas siewstwa uzależniony jest od stopnia serokonwersji. Stąd, immunoprofilaktyka hamuje rozprzestrzenianie wirusa.
Źródłem infekcji stada jest wprowadzenie trwałego nosiciela lub sztuki przejściowo wiremicznej. Ważnym wektorem zakażenia są zwierzęta obcogatunkowe (zwłaszcza owce). Owady mogą przenosić zakażenie, pchły przenoszą wirus do 96 godzin. Źródłem wirusa oprócz zakażonych zwierząt jest skażona pasza, woda, sprzęt, w tym weterynaryjny (igły, rękawice, badania rektalne). Obecnie ważną drogą zakażenia stada może stać się sztuczna inseminacja oraz transfer zarodków. Używanie dawczyń trwale lub przejściowo zakażonych po pierwsze szerzy infekcję, a po drugie często jest przyczyną niepowodzeń zabiegu. Nasienie buhaja może zawierać wirusy nawet wówczas, kiedy w innych wydzielinach się ich nie stwierdza (namnażanie wirusa w gruczołach pęcherzykowych i prostacie). Nasienie staje się wektorem zakażenia, a dodatkowo wskaźnik zapłodnień jest niski, może spadać nawet o 50%. Do rozwoju choroby dochodzi w 2–14 dni po wtargnięciu wirusa do organizmu. BVD rozwijać się może w stadzie w sposób eksplozywny, zwykle trwa to jednak tygodniami. Przebieg choroby jest wypadkową wirulentności szczepu wirusa, dawki infekującej, wieku zwierzęcia, stanu odporności. Przeciwciała są wykrywalne po 10 dniach od infekcji jednak u części zwierząt pojawiają się znacznie później, prawdopodobnie wskutek właściwości immunosupresyjnych tego wirusa. Narastanie poziomu przeciwciał obserwuje się do 3 miesięcy po infekcji. Powszechnie przyjmuje się, że immunosupresja powodowana przez BVD jest odpowiedzialna za zakażenia oportunistyczne (zwłaszcza układu oddechowego i pokarmowego) towarzyszące chorobie i za ciężki ich przebieg. Immunosupresja ma charakter przejściowy i związana jest zaburzaniem funkcji limfocytów, neutrofilów i monocytów w wyniku namnażania się w nich wirusa. Obniżenie odporności i współdziałanie wirusa z bakteriami, w tym np. Mannheimia haemolytica (dawniej Pasteurella haemolytica), skutkuje pojawieniem się objawów ze strony układu oddechowego takich jak: przyspieszony oddech i duszność, którym towarzyszą wypływy z nosa i worków spojówkowych. Należy podkreślić, że podejmowane w tym czasie leczenie zwykle nie przynosi szybkich i wyraźnych efektów, może przyczynić się do ograniczenia upadków pojedynczych sztuk. Po kilku-kilkunastu dniach widoczne objawy stopniowo zanikają. Pojawia się swoista odporność, a wirus jest eliminowany z organizmu.

## Objawy
Sama nazwa choroby (wirusowa biegunka bydła i choroba błon śluzowych) obrazuje jedynie część skutków, wywołanych działaniem wirusa BVD. Takie objawy występują w stadzie bydła zwłaszcza przy pierwszym kontakcie z wirusem, gdy zwierzęta są w pełni wrażliwe na zakażenie. Jest to tak zwana ostra postać zakażenia wirusem BVD. Niezależnie od wieku, u bydła obserwuje się objawy niespecyficzne takie jak: przemijająca gorączka, brak apetytu, osowiałość. Następnie pojawia się wodnista biegunka, która u części zwierząt może zawierać domieszkę krwi. W tym czasie u zwierząt znajdujących się w laktacji następuje znaczący spadek produkcji mleka. Zwykle jednostka ta kojarzy się jednak z silnymi biegunkami. Niemniej jednak jest to tylko jedna z wielu możliwych postaci tej choroby. Podczas analizy zdrowotności stada, zwiększona liczba ronień, skłonność do zachorowań, niezadowalające przyrosty mogą wskazywać na problemy z BVD. Choroba w stadzie obserwowana jest zwykle przez tygodnie, a nawet miesiące. Zwykle tylko kilka zwierząt jednocześnie ma objawy kliniczne. Po ostrej fazie zakażenia następuje czasowe uodpornienie zwierząt, które przechorowały. Matczyne przeciwciała chronią płód przed zakażeniem drogą łożyskową, a przekazywane z siarą, nie dopuszczają do infekcji w pierwszych miesiącach życia cielęcia. Młode jałówki po zaniku odporności siarowej stają się podatne na zakażenie i w zależności od czasu, w którym do niego dojdzie pojawiają się różne jego następstwa.
Obraz choroby zmienia się w stadach, w których utrzymuje się ona od dłuższego czasu. Kliniczne zmiany dotyczące układu pokarmowego stają się mniej wyraźne, a dominować zaczynają problemy w rozrodzie. Stado podejrzewa się o zakażenie wirusem BVD jeżeli pojawiają się ostre objawy choroby lub problemy w rozrodzie w postaci zaburzeń płodności, ronień lub wad wrodzonych u potomstwa.

## Rozpoznanie
Rozpoznanie kliniczne wobec wielości postaci nie jest łatwe. Objawy kliniczne i anatomopatologiczne oraz analiza ekonomiczna stada mogą nasuwać podejrzenie choroby, jednak zasadnicze rozpoznanie opiera się na stwierdzeniu obecności wirusa w badaniach laboratoryjnych.

Przeczytaj ostrzeżenie dotyczące informacji medycznych i pokrewnych zamieszczonych w Wikipedii.